# Ариадна (корвет, 1851)
«Ариадна» (в некоторых источниках «Арианда») — 20-пушечный парусный корвет Черноморского флота Российской империи.

## Описание корвета
Парусный деревянный корвет. Длина судна составляла по сведениям из различных источников от 38,1 до 38,2 метра, ширина от 10,6 до 10,7 метра, осадка — 3,8 метра. Вооружение состояло из двух 24-фунтовых пушек, восемнадцати 24-фунтовых пушко-карронад, одной 8-фунтовой карронады и четырёх 3-фунтовых медных фальконетов.

## История службы
Корвет был заложен 28 января 1847 года в Севастопольском адмиралтействе и после спуска на воду 26 августа 1851 года, вошёл в состав Черноморского флота. Строительство вёл корабельный мастер Рожнов.
В июле 1852 года был направлен в Грецию в распоряжение русского посланника. В начале Крымской войны не смог вернуться в Россию и поэтому в 1854 году по Высочайшему повелению вместе бригами «Орфей» и «Персей» был продан в Триесте греческому правительству, а экипаж по суше вернулся через Австрию в Варшаву, откуда нижние чины были отправлены в Николаев, а офицеры — в Севастополь. Стоимость покупки за три судна составила 125 тысяч флоринов, что соответствовало 63 тысячам рублей серебром. 
В 8 часов утра 30 марта 1854 года на корвете был поднят греческий флаг.

## Командиры корвета
С 1852 по 1854 год командиром корвета «Ариадна» служил А. И. Никонов.